# روبرت خاچاطریان
روبرت خاچاطریان (ارمنی: Ռոբերտ Խաչատրյան زاده nil) سیاستمدار اهل ارمنستان است که از تاریخ ۲۰۲۲ تا تاریخ سمت وزیر صنایع فناوری پیشرفته ارمنستان را برعهده داشت.